# پل غازیان
پل غازیان و پل انزلی (به گیلکی:  غازیانٚه پۊرد) از پلهای ارتباطی در بندر انزلی از استان گیلان ایران محسوب می‌شوند.این پل درگذشته پلی متحرک بوده که بعد از ساخت پلی دیگر در کنار ان بلا استفاده ماند.اما این پل امروزه یکی از مکان های دیدنی بندر انزلی است

## پل تاریخی غازیان
پل غازیان روی رودخانه انزلی، بین غازیان و میان پشته و در مسیر ارتباطی تهران - رشت قرار دارد. پل غازیان در زمان خود از معدود پل‌های پیشرفته جهان در نوع خود بوده و بر همین اساس، جزو پل‌های تاریخی ایران به ثبت رسیده‌است.
اولین پل متحرک ایران، یک دهنه ۲۵ متری از پل پنج دهنه غازیان-رشت هست. پیش از آن رفت و آمد از انزلی به غازیان با قایق صورت می‌گرفت.

### اطلاعات تکمیلی
- پل غازیان به میان پشته به طول ۲۱۰ متر و عرض ۱۰ متر و ارتفاع ۸۵/۶ متر با ۵ دهانه که یک دهانه از آن به طول ۲۵ متر متحرک بوده‌است.
- هر دو پل غازیان و پل انزلی ازبتون مسلح ساخته شده شروع ساختمان از اواخر تیرماه ۱۳۱۴ شمسی و پایان کار دراوایل تابستان ۱۳۱۶ شمسی یعنی مدت ۱۸ ماه بوده و در خرداد ماه ۱۳۱۷ مورد استفاده قرارگرفته و روز چهارشنبه هفتم آذر ماه ۱۳۱۸ شمسی به‌طور رسمی تحویل گردید. این دو پل وسیله شرکت سوئدی سونسکاانترپرناد اکتی بولاگت (Svenska Entreprenad AB (SENTAB و شرکت‌های مختلف از جمله موتلا (Motala Verkstad) سوئدی ساخته شد و در نتیجه با احداث آن راه ارتباطی آذربایجان رشت - قزوین - تهران برقرارشد.
- قسمت متحرک پل توسط چرخ دنده و به کمک نیروی موتور یا انسان به بالا و پایین حرکت می‌کند.

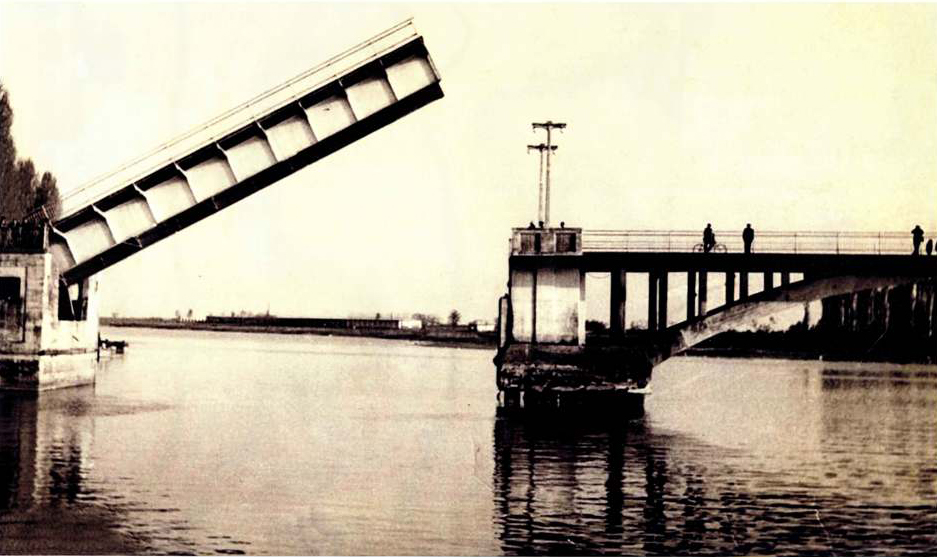
پل متحرک غازیان

- این پل به شماره ۱۵۱۴ به ثبت تاریخی رسیده‌است.

## انزلی قبل از احداث پل
درگذشته رفت‌وآمد از انزلی به غازیان به وسیله قایق صورت می‌گرفت تا اینکه تصمیم گرفته شد انزلی به وسیله دو پل به راه زمینی غازیان - رشت متصل گردد